# Andriej Aleksienko
Andriej Giennadjewicz Aleksienko (ros. Андрей Геннадьевич Алексенко; ur. 24 stycznia 1933 w Moskwie, zm. 6 kwietnia 2014 tamże) – radziecki i rosyjski uczony, specjalista w zakresie układów scalonych.

## Życiorys
W 1957 ukończył Moskiewski Instytut Energetyczny, później do 1990 pracował w Instytucie Naukowo-Badawczym-885 jako inżynier, szef działu, szef wydziału i główny konstruktor. Brał udział w skonstruowaniu pierwszego w ZSRR tranzystorowego transceivera, za pomocą którego po raz pierwszy przesłano na Ziemię zdjęcia z drugiej strony Księżyca. Jako pierwszy w ZSRR opracował urządzenia pokładowe oparte na układach scalonych, które z powodzeniem wykorzystano w badaniach kosmicznych (w tym pokładowe maszyny liczące). Kierował zespołem konstruktorów opracowujących pokładowy i naziemny system obliczeniowy do zastosowania kosmicznego i specjalnego. Opracowane pod jego kierunkiem nadajniki były używane do badań Księżyca, Marsa i Wenus. W 1962 został wykładowcą i adiunktem w Moskiewskim Państwowym Instytucie Górniczym, od 1965 do 2004 był adiunktem i kierownikiem działu w Moskiewskim Instytucie Inżynieryjno-Fizycznym, a od 2005 kierownikiem działu w Moskiewskim Instytucie Energetycznym. W 1973 otrzymał tytuł doktora nauk technicznych, a w 1975 profesora, od 2002 był akademikiem Międzynarodowej Akademii Nauk Szkoły Wyższej. Napisał ponad 230 prac naukowych, w tym 21 monografii. Został pochowany na Cmentarzu Kuncewskim.

## Odznaczenia
- Medal Sierp i Młot Bohatera Pracy Socjalistycznej (28 sierpnia 1986)
- Order Lenina (28 sierpnia 1986)
- Order Przyjaźni Narodów (27 października 1981)
- Medal „Za pracowniczą dzielność” (17 czerwca 1961)

I inne.